# Anopheles africanus
Anopheles africanus este o specie de țânțari din genul Anopheles, descrisă de Roque în anul 1903.
Este endemică în Angola. Conform Catalogue of Life specia Anopheles africanus nu are subspecii cunoscute.